# Бунгур
Бунгу́р (рос. Бунгур) — село у складі Новокузнецького району Кемеровської області, Росія. Входить до складу Загорського сільського поселення.

## Населення
Населення — 581 особа (2010; 612 у 2002).
Національний склад (станом на 2002 рік):
- росіяни — 94 %